# Comuna Șărmășag, Sălaj
Șărmășag (în maghiară Sarmaság község), este o comună în județul Sălaj, Transilvania, România, formată din satele Ilișua, Lompirt, Moiad, Poiana Măgura, Șărmășag (reședința) și Țărmure.

## Istorie
Conform bazei de date a cimitirelor evreiești din Europa, Lo Tishkach Arhivat în 29 noiembrie 2014, la Arhiva Web Portugheză, există cimitire care aparțin cultului iudaic în următoarele localități ale comunei: Ilișua, Lompirt, Moiad, Sărmășag.

## Demografie
Componența etnică a comunei Șărmășag
     Maghiari (57,75%)
     Români (35,94%)
     Romi (3,73%)
     Alte etnii (0,13%)
     Necunoscută (2,45%)
Componența confesională a comunei Șărmășag
     Reformați (51,03%)
     Ortodocși (30,87%)
     Baptiști (5,24%)
     Romano-catolici (3,27%)
     Penticostali (2,85%)
     Greco-catolici (1,17%)
     Alte religii (2,28%)
     Necunoscută (3,29%)
Conform recensământului efectuat în 2021, populația comunei Șărmășag se ridică la 4.772 de locuitori, în scădere față de recensământul anterior din 2011, când fuseseră înregistrați 6.092 de locuitori. Majoritatea locuitorilor sunt maghiari (57,75%), cu minorități de români (35,94%) și romi (3,73%), iar pentru 2,45% nu se cunoaște apartenența etnică. Din punct de vedere confesional, majoritatea locuitorilor sunt reformați (51,03%), cu minorități de ortodocși (30,87%), baptiști (5,24%), romano-catolici (3,27%), penticostali (2,85%) și greco-catolici (1,17%), iar pentru 3,29% nu se cunoaște apartenența confesională.

## Politică și administrație
Comuna Șărmășag este administrată de un primar și un consiliu local compus din 15 consilieri. Primarul, Dombi  Attila János[*], de la Uniunea Democrată Maghiară din România, este în funcție din 2008. Începând cu alegerile locale din 2024, consiliul local are următoarea componență pe partide politice:
|  | Partid                                 | Consilieri | Componența Consiliului | Componența Consiliului | Componența Consiliului | Componența Consiliului | Componența Consiliului | Componența Consiliului | Componența Consiliului | Componența Consiliului | Componența Consiliului | Componența Consiliului | Componența Consiliului | Componența Consiliului |
|  | -------------------------------------- | ---------- | ---------------------- | ---------------------- | ---------------------- | ---------------------- | ---------------------- | ---------------------- | ---------------------- | ---------------------- | ---------------------- | ---------------------- | ---------------------- | ---------------------- |
|  | Uniunea Democrată Maghiară din România | 12         |                        |                        |                        |                        |                        |                        |                        |                        |                        |                        |                        |                        |
|  | Partidul Național Liberal              | 2          |                        |                        |                        |                        |                        |                        |                        |                        |                        |                        |                        |                        |
|  | Partidul Social Democrat               | 1          |                        |                        |                        |                        |                        |                        |                        |                        |                        |                        |                        |                        |

## Obiective turistice
- Biserica reformată din Lompirt
- Biserica Reformată din satul Iliușa, construită în secolul al XVII-lea, monument istoric
- Casa "Sera Francisc" din satul Iliușa, construită în secolul al XVIII-lea
- Casă țărănească, satul Lompirt, construcție secolul al XIX-lea, monument istoric
- Siturile arheologice de la Lompirt

## Imagini

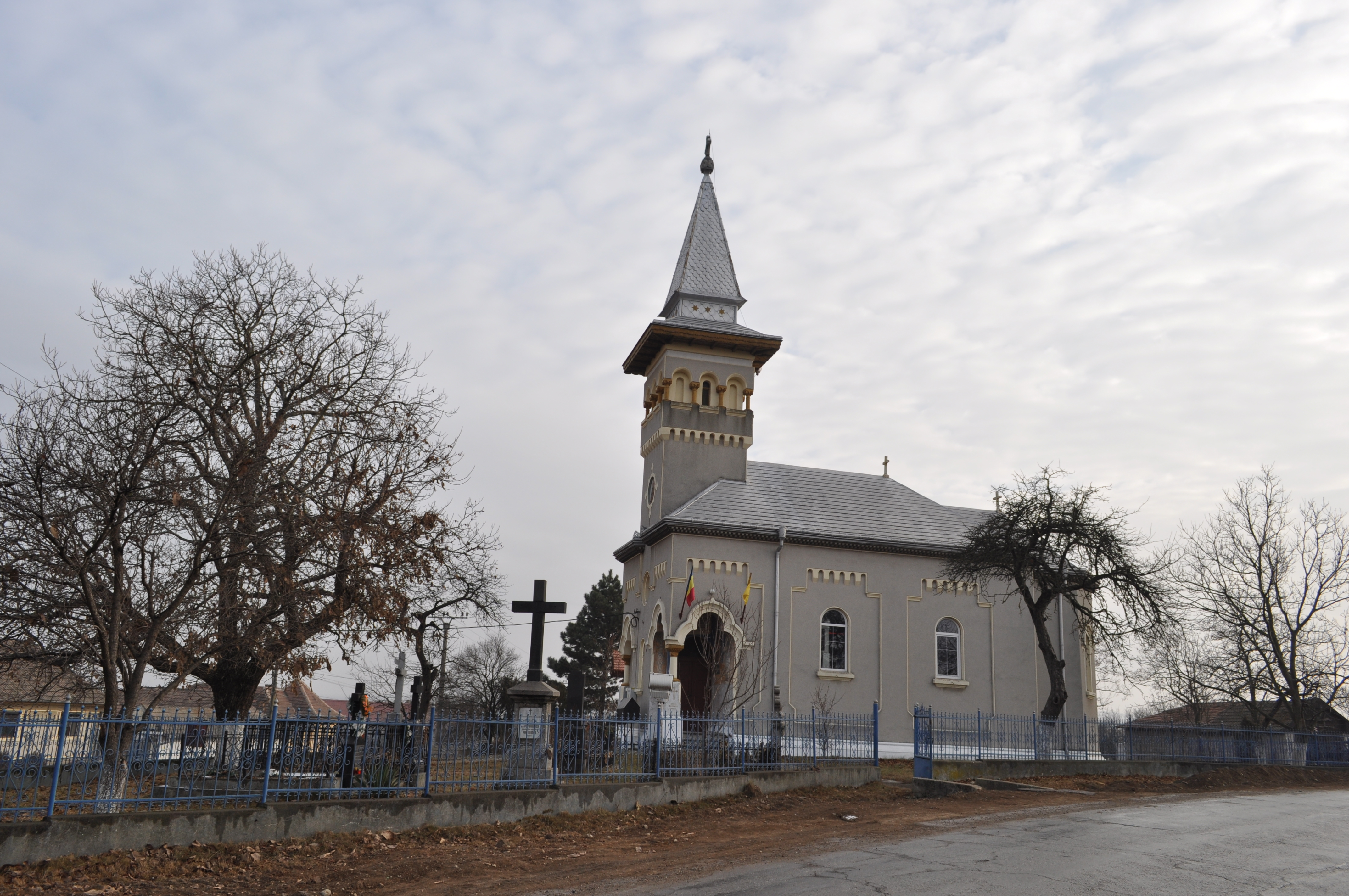
Moiad
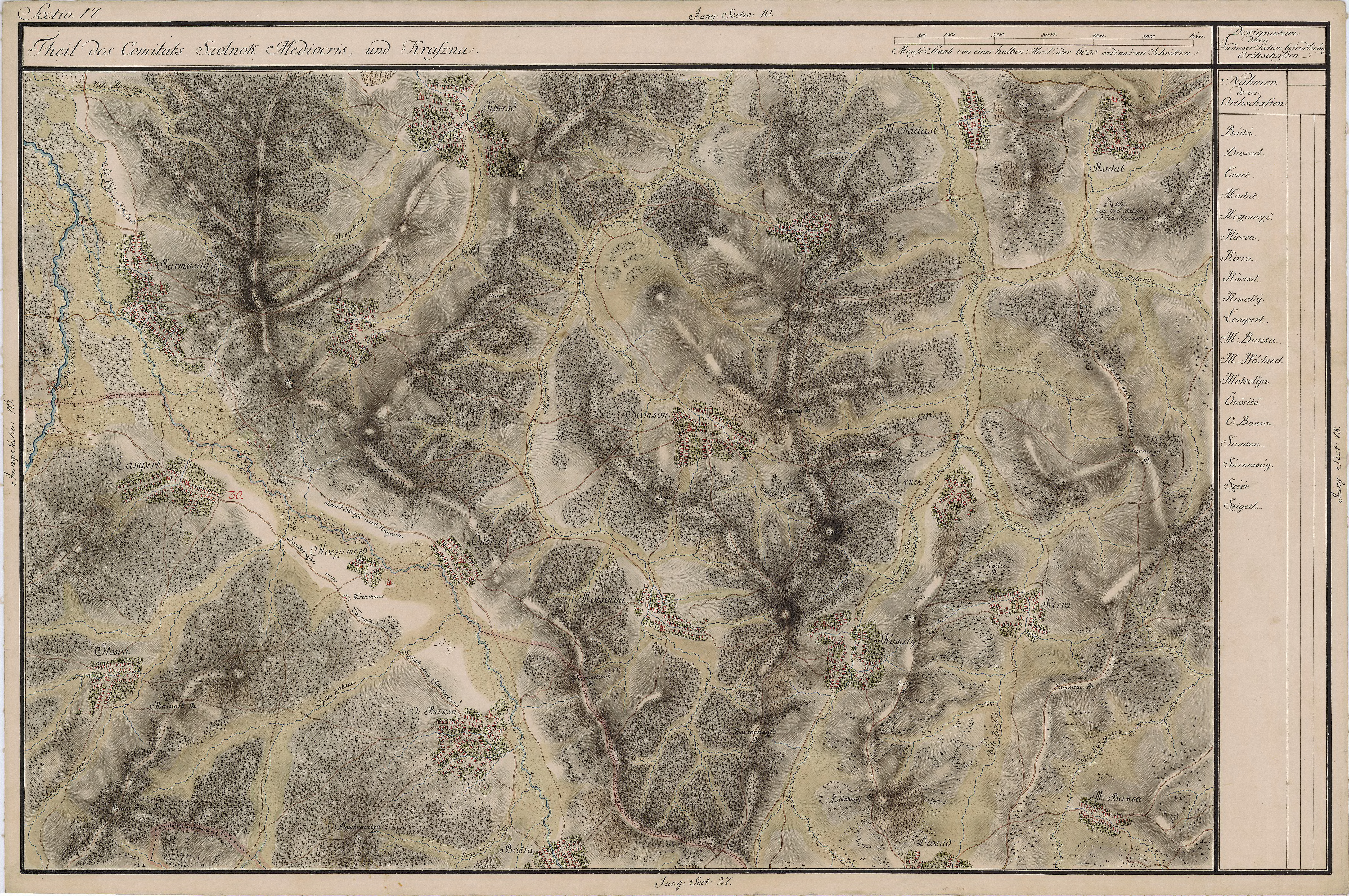
Ridicarea topografică iozefină

## Legături exrerne
- Primăria Sărmășag - Website[nefuncțională]